# Zelfbewustzijn

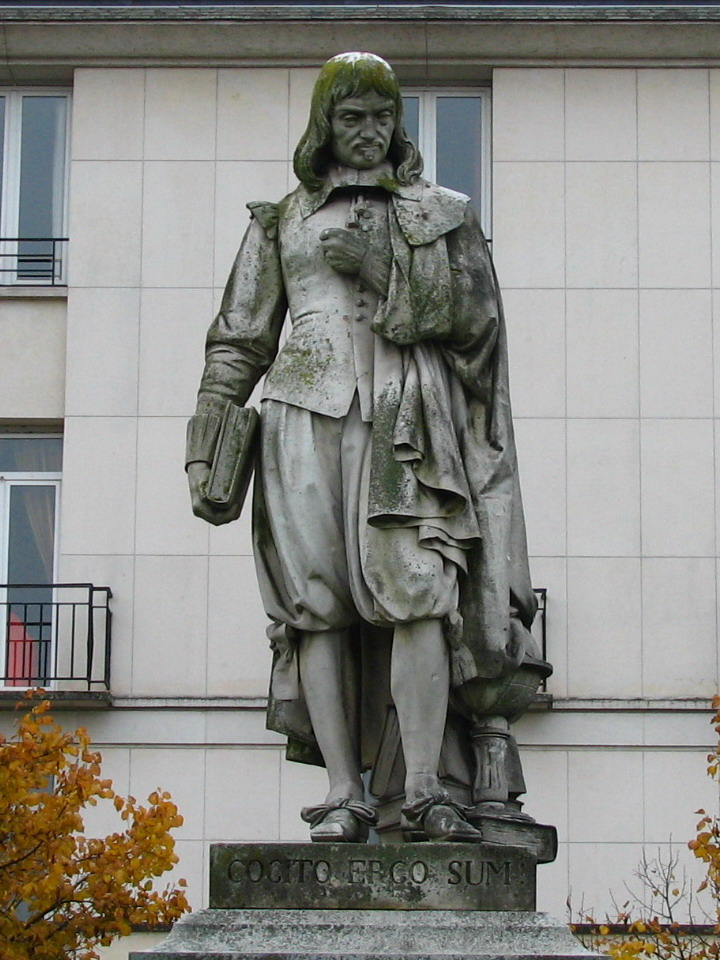
Standbeeld van René Descartes met de beroemde uitspraak van Descartes: Cogito ergo sum (Ik denk dus ik ben)

Zelfbewustzijn is de beleving van de eigen identiteit, dus van wie wij zijn en wat wij doen, denken, voelen of hebben meegemaakt.

## Algemeen
Zelfbewustzijn is zowel de beleving van wat er in iemands eigen geest en lichaam omgaat, als het besef van het eigen bestaan. Het is een van de aspecten van het menselijk bewustzijn.

## Aspecten van het dagelijks zelfbewustzijn
Onze herinneringen aan gebeurtenissen uit het verleden vormen belangrijke elementen van het zelfbewustzijn. Wij kunnen nadenken over onze ervaringen, er lering uit trekken en ze gebruiken om onze toekomst te vormen. Wij zijn in staat verschillende toekomstige scenario’s te beschouwen en de mogelijke effecten van elk te evalueren. Daarnaast zijn wij ons ook bewust van actuele gevoelens, stemmingen, gedachten en reacties van het eigen lichaam op prikkels uit de omgeving. Dus net zoals ik de kleur rood kan zien en pijn kan voelen, kan ik ook denken: ‘ik zie rood’ en ‘ik voel pijn’

## Zelfbewustzijn bij dieren
Over de vraag of ook dieren beschikken over zelfbewustzijn verschilt men nog van mening. Sommige zoogdieren als chimpansees, dolfijnen en olifanten, en vogels als eksters blijken in staat hun eigen spiegelbeeld te herkennen in de zogeheten spiegelproef. Deze tekenen van zelfherkenning kunnen wijzen op aanwezigheid van zelfbewustzijn bij dieren.

## Zelfbewustzijn in defilosofie
Al eeuwenlang bestaat het idee dat er zoiets als ‘het zelf’ bestaat, de verborgen eigen identiteit die alleen toegankelijk is door introspectie. Volgens het dualisme van Descartes maakte het zelf(bewustzijn) deel uit van de onstoffelijke ziel die huisde in een stoffelijk lichaam. De beroemde uitspraak van Descartes: Cogito ergo sum (Ik denk dus ik ben) illustreert Descartes' mening dat het zelfbewustzijn het bewijs vormt van bestaan van de ziel, en dus ook van ons bestaan. Descartes was niet de eerste filosoof die zich uitsprak over het zelfbewustzijn. Ook de Griekse filosofen Plato en Aristoteles hielden zich al met het begrip bezig. Zo sprak Plato van ‘kennis van de kennis’ (In het Grieks: νόησις νοήσεως - nóesis noéseos) en schrijft Aristitoteles ‘als we waarnemen zijn we ons ervan bewust dat we waarnemen en als we nadenken beseffen we dat wij weten, en het besef dat wij waarnemen of denken is beseffen dat wij bestaan’.
Een moderne filosoof die zich in het begrip zelfbewustzijn heeft verdiept is Daniel Dennett. Dennett meent dat bewustzijn (en dus ook het begrip zelfbewustzijn) een abstractie is van de vele manieren waarop ons brein zich kan manifesteren, maar dat het als zodanig eigenlijk niet bestaat. Dennett ziet het begrip zelfbewustzijn namelijk als een soort Cartesiaans theater: een centrale instantie die de stroom aan informatie integreert en interpreteert. Er is echter geen homunculus of mannetje in het hoofd. In plaats daarvan ziet hij het bewustzijn als een optelsom van multiple drafts: meerdere parallelle informatiestromen, waarnemingen, interpretaties en dergelijke.

## Zelfkennis enzelfreflectie
Zelfkennis is een begrip met twee kanten. Het heeft raakvlakken met het autobiografisch geheugen: het geheugen voor gebeurtenissen en unieke episodes uit het eigen leven, ons werk, onze familie en kennissen, onze eigen woonomgeving en dergelijke. Het autobiografisch geheugen bepaalt voor een belangrijk deel ook het zelfbewustzijn: het gevoel van eigen identiteit; het gevoel dat ik ik ben. Zelfkennis wordt echter soms ook opgevat als zelfinzicht, dat wil zeggen inzicht in de 'ware kennis' die in onszelf besloten ligt. Deze vorm van kennis is gesymboliseerd in het opschrift van de tempel van Apollo te Delphi met het opschrift 'Ken uzelf'. De waarheid ligt al in de mens, de kunst is haar naar boven te halen. Socrates hanteerde daarbij de methode van de vroedvrouw: door het stellen van gerichte vragen de waarheid bij de gesprekspartner naar boven halen, zoals de vroedvrouw de baby uit zijn moeder verlost.
Zelfreflectie is het vermogen om na te denken over de eigen motieven, plannen, verlangens, gedachten e.d. Het is een recursief proces, dat wil zeggen het grijpt naar zichzelf terug; wij herinneren ons bijvoorbeeld dat wij laatst schrokken van het onweer, en dat wij ons gisteren een afspraak herinnerden.

## Zelfbewustzijn in dewetenschap
Het begrip zelfbewustzijn was eeuwenlang een onderwerp van introspectie en filosofische bespiegelingen. Meer recent is het echter ook mogelijk gebleken het 'zelf’ en zelfbewustzijn te behandelen als natuurlijke biologische verschijnselen die door neurobiologie en psychologie kunnen worden onderzocht. Zo zijn veel nieuwe inzichten over het zelfbewustzijn ontleend aan het onderzoek naar hersenfuncties.

### Zelfbewustzijn in deneurologie
Zelfbewustzijn en vermogen tot zelfreflectie kunnen beschouwd worden als hogere vormen van bewustzijn die zich gedurende de evolutie bij hogere diersoorten,met name de mens, hebben ontwikkeld. Mogelijk ligt hieraan de bij de mens sterk ontwikkelde prefrontale cortex ten grondslag.
- Zelfbewustzijn als interne representatie

In een bepaald stadium van de evolutie is zelfbewustzijn ontstaan uit circuits van zenuwcellen in de hersenen die niet zozeer een model of representatie van de omgeving, maar van het eigen ik, een intern model dus, bevatten. Bijvoorbeeld bij het trappen op een cactus is er een groep zenuwcellen die pijn registreert, en een groep zenuwcellen die allerlei eigenschappen van de cactus zoals kleur registreert. Daarnaast is er ook een groep zenuwcellen die geassocieerd is met de beleving 'ik voel pijn'. Zelfrepresentaties hebben dus te maken met de beleving van het eigen lichaam: een arm is mijn arm en er zit een vlieg op mijn voorhoofd. Zij kennen ook verschillende gradaties. In een slaperige toestand of bij concentratie op bepaalde inspannende taken is bijvoorbeelde de beleving van het zelf minder intens dan in een toestand van respectievelijk alertheid of rust.
- Somatische stempels

Naast onze persoonlijke levensgeschiedenis vormt onze lichaamsrepresentatie, dat wil zeggen de beleving van de toestand van het eigen lichaam, een belangrijke bron van het zelfbewustzijn. Volgens de somatischestempeltheorie van Damasio ontstaan dergelijke zelfrepresentaties in een circuit in de ventromediale prefrontale cortex en de cortex cingularis dat signalen van het lichaam afkomstig uit het tastgebied verwerken tot bewuste belevingen en emoties.
- Depersonalisatie

Depersonalisatie wil zeggen: 'verlies van de eigen persoonlijkheid of vertrouwde zelf'. Dergelijke stoornissen kunnen voorkomen bij gebruik van drugs als PCP en LSD, maar ook bij bepaalde vormen van schizofrenie. Prikkels uit het eigen lichaam kunnen daarbij aan anderen worden toegekend. ‘Stemmen horen’, betekent dat men de eigen innerlijke spraak niet herkent en buiten zichzelf plaatst. Volgens Gerald Edelman kunnen dergelijke stoornissen worden toegeschreven aan veranderingen in de circuits tussen hersencellen, met name de circuits die informatie terugkoppelen van hogere naar lagere hersengebieden.
- Neglect

Bij beschadiging van de pariëtale kwab kan de beleving van een deel van de buitenwereld wegvallen. Soms kan dit ook leiden tot een verstoring van de beleving van het eigen lichaam. De patiënt voelt dan prikkels of bewegingen van bepaalde ledematen niet meer. Bij een beschadiging in de rechterhersenhelft betreft dat ledematen aan de linkerzijde van het lichaam. Een arm of been wordt dan als vreemd of van iemand anders ervaren. Dit wijst er op dat delen van de pariëtale cortex belangrijke informatie bevatten omtrent lichaamsrepresentaties en het ruimtelijke beeld van het eigen lichaam.